# アメリカン・ソルジャーズ
『アメリカン・ソルジャーズ』は、カナダのアクション映画。

## キャスト
| 役名             | 俳優                     | 日本語吹替 |
| ---------------- | ------------------------ | ---------- |
| ジャクソン       | カーティス・モーガン     | 落合弘治   |
| デルベッキオ軍曹 | ザン・カラブレッタ       | 長島雄一   |
| コーエン         | ジョーダン・ブラウン     | 飯島肇     |
| バニング中尉     | ジェームズ・ギルバート   | 鈴木正和   |
| ダウディ         | ポール・スタニーノ       | 御園行洋   |
|                  | エディ・デラ・シープ     |            |
|                  | フィリップ・バックランド |            |
|                  | マイケル・ベリサリオ     |            |